# Podborova
Podborova este un sat din comuna Pljevlja, Muntenegru. Conform datelor de la recensământul din 2003, localitatea are 94 de locuitori (la recensământul din 1991 erau 173 de locuitori).

## Demografie
În satul Podborova locuiesc 85 de persoane adulte, iar vârsta medie a populației este de 45,7 de ani (41,8 la bărbați și 48,8 la femei). În localitate sunt 34 de gospodării, iar numărul mediu de membri în gospodărie este de 2,76.
Această localitate este populată majoritar de sârbi (conform recensământului din 2003).
|  |

| Demografie | Demografie | Demografie |
| An         | Locuitori  | Locuitori  |
| ---------- | ---------- | ---------- |
|            |            |            |
|            |            |            |
|            |            |            |
|            |            |            |
| 1948       | 208        |            |
| 1953       | 223        |            |
| 1961       | 253        |            |
| 1971       | 235        |            |
| 1981       | 193        |            |
| 1991       | 173        | 173        |
| 2003       | 95         | 94         |

| \| Componența etnică conform recensământului din 2003[2] \| Componența etnică conform recensământului din 2003[2] \| Componența etnică conform recensământului din 2003[2] \| Componența etnică conform recensământului din 2003[2] \| Componența etnică conform recensământului din 2003[2] \| \| ----------------------------------------------------- \| ----------------------------------------------------- \| ----------------------------------------------------- \| ----------------------------------------------------- \| ----------------------------------------------------- \| \| \| \| \| \| \| \| Sârbi \| Sârbi \| \| 75 \| 79,78% \| \| Muntenegreni \| Muntenegreni \| \| 14 \| 14,89% \| \| Musulmani \| Musulmani \| \| 3 \| 3,19% \| \| necunoscută \| necunoscută \| \| 0 \| 0% \| |              |  |    |        |
| Componența etnică conform recensământului din 2003 |              |  |    |        |
| |              |  |    |        |
| Sârbi | Sârbi        |  | 75 | 79,78% |
| Muntenegreni | Muntenegreni |  | 14 | 14,89% |
| Musulmani | Musulmani    |  | 3  | 3,19%  |
| necunoscută | necunoscută  |  | 0  | 0%     |